# Селевк IV Филопатор
Селевк IV Филопатор (на старогръцки: Σέλευκος Δ' Φιλοπάτωρ) е владетел на империята на Селевкидите (роден 217 пр.н.е.; управлява от 187 пр.н.е. до смъртта си през 175 пр.н.е.).
Син е на Антиох III Велики и братовчедка му Лаодика III. Селевк IV е женен за сестра си Лаодика IV. Той участва в т.нар. Римско-сирийска война (192 пр.н.е. - 188 пр.н.е.), водена от баща му в Елада и Мала Азия. В Битката при Магнезия командва левия фланг на селевкидската армия и търпи поражение.
По времето на управлението на Селевк IV Филопатор територията на Селевкидското царство включва Сирия (заедно с територията на Киликия и Палестина), Месопотамия, Вавилон и част от Ирана (територията на Мидия и Персия).
Управлението на Селевк IV е съпроводено с финансови трудности, предизвикани от амбициозната политика на Антиох III и тежките компенсации, изплащани от Сирия на Римската република след поражението в Сирийската война. Синът на Селевк IV Деметрий е изпратен в Рим за заложник, съгласно условията за запазване на мира. Селевк IV провежда слаба външна политика, опасявайки се от действия от страна на Рим. Макар да сключва съюз с последния македонски цар Персей, Селевк IV не прави нищо за да го подпомогне в борбата му срещу Рим.
Селевк IV е убит от своя министър Хелиодор. Тъй като законният наследник бил в плен, на власт в държавата идва по-малкия брат на Селевк IV - Антиох IV Епифан, убивайки Хелиодор.